# Westdeutschland

Westdeutschland als Synonym für das Gebiet der Bonner Republik (blau), hier in den Grenzen von 1957 bis 1990

Der Begriff Westdeutschland wird sowohl geografisch als auch politisch verwendet, wobei er sich bei ersterem nur schwer abgrenzen lässt. Er wird heute besonders durch die ehemalige innerdeutsche Grenze definiert, die Deutschland zwischen 1949 und 1990 in einen west- und einen ostdeutschen Staat teilte. Nach der damaligen Hauptstadt wird der westdeutsche Staat jener Zeit auch als Bonner Republik bezeichnet.

## Politische Sichtweise
Politisch wurde der Begriff Westdeutschland erst ab 1945 genutzt, und zwar für das Gebiet der drei Westzonen ohne West-Berlin, also der US-amerikanischen, britischen und französischen Besatzungszonen (ohne das Saarland). Ab 1948 wurde das Gebiet auch Trizone genannt. Ein Jahr später gründete sich daraus die Bundesrepublik Deutschland. Bundeshauptstadt war von 1949 bis 1990 Bonn, die größten Städte waren Hamburg und München (neben West-Berlin). Besonders das Ausland wie auch die West-Berliner bezeichneten die Bundesrepublik Deutschland von 1949 bis 1990 der Einfachheit halber oft als „Westdeutschland“, oder man verwendete den Begriff als Selbstbezeichnung im Ausland, wie etwa Made in West Germany oder Made in Western Germany.
Gemäß Artikel 2 Abs. 1 der Verfassung von Berlin war Berlin auch vor 1990 ein Land der Bundesrepublik Deutschland; dieser Artikel konnte jedoch keine Wirkung entfalten, da er von den in Berlin maßgeblichen Alliierten zurückgestellt war. Damit hatte es eine enge Bindung, war aber kein Teil Westdeutschlands im Sinne der Grenzen der Bundesrepublik vor 1990. Aus Sicht der DDR war die so bezeichnete „Selbständige politische Einheit Westberlin“ kein Bestandteil der Bundesrepublik Deutschland. Sowohl das West-Berliner Abgeordnetenhaus als auch der Deutsche Bundestag betonten jedoch stets die engen Bindungen von Berlin (West) an die Bundesrepublik.
In diesem Sinne sind die Länder Schleswig-Holstein, Hamburg, Bremen und Niedersachsen, Nordrhein-Westfalen, Hessen, Rheinland-Pfalz, das Saarland und Baden-Württemberg sowie Bayern in ihren politischen Grenzen mit „Westdeutschland“ gemeint. Baden, Württemberg-Baden und Württemberg-Hohenzollern fusionierten 1952 zum Land Baden-Württemberg. 1957 trat das Saarland (1945–1947 französisches Saarprotektorat, anschließend 1947–1956 autonomes, staatsähnliches Gebilde sui generis) der Bundesrepublik Deutschland bei.
Die 1990 im Zuge des Einigungsvertrages sowie durch die deutsche Wiedervereinigung aufgelöste DDR sprach bis zum Ende der 1960er Jahre häufig von Westdeutschland, da bis dahin die DDR noch von einem zu vereinigenden Gesamtdeutschland ausging. Später vermied man im offiziellen Sprachgebrauch in der DDR die Bezeichnung „Westdeutschland“ als Umgehung des amtlichen Namens Bundesrepublik Deutschland. Als Zwischenlösung konnte man auch „Westdeutsche Bundesrepublik“ oder nur „Deutsche Bundesrepublik“ hören, neben dem am meisten benutzten, aber nichtamtlichen Kürzel „BRD“.
Im heutigen Sprachgebrauch steht Westdeutschland meist synonym für die sogenannten alten Bundesländer. Zugleich blieb die ursprüngliche, geografisch enger umgrenzte Bedeutung durch Benennungen wie Westdeutscher Rundfunk (s. u.) oder Westdeutsche Allgemeine Zeitung im regionalen Bewusstsein erhalten; ein teilweise paralleles Phänomen ist seit der Wiedervereinigung im Fall Mitteldeutschlands zu beobachten.

## Geographische Einteilung
Geographisch besteht Westdeutschland aus Nordrhein-Westfalen, Hessen, Rheinland-Pfalz und dem Saarland. Hessen wird mitunter auch zu Mitteldeutschland gezählt, Südhessen (insbesondere südlich des Mains), die Pfalz und Rheinhessen auch zu Süddeutschland. Genaue Grenzen, ob natürlich oder politisch-historisch, werden selten gezogen. Ausgehend von der Einheit der westmitteldeutschen Dialekte (s. u.) wurde besonders vor dem Kalten Krieg das größere Rheinland (vom Ruhrgebiet bis zur Eifel) vor allem mit Bezug auf das rheinisch-westfälische Industriegebiet „Westdeutschland“ genannt.

## Sprachliche Einteilung

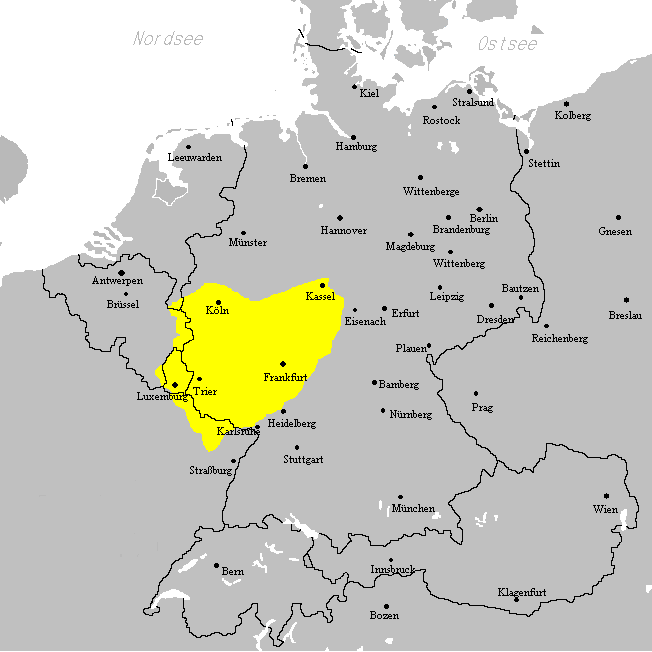
Verbreitung der westmitteldeutschen Dialekte

Sprachlich bilden die westmitteldeutschen Dialekte eine Region, die sich von den anderen deutschen Mundarten abgrenzen. Diese Grenzen wurden wesentlich durch die geografische Trennung der Bevölkerung geprägt, die gegenüber dem hügeligen Westdeutschland nach Norden das niederrheinische, das Sauerland und das Münsterland bilden, sowie das Rothaargebirge, nach Osten von den ostmitteldeutschen Dialekten durch den Hohen Meißner und die Rhön, den Spessart und den Odenwald, nach Süden durch den Hardtwald nördlich von Karlsruhe und die Grenze nach Frankreich mit verbleibenden deutschsprachigen Elsässern und Lothringern, die Grenze nach Luxemburg mit deutschsprachigen Luxemburgern und nach Belgien nördlich der Ardennen mit der dortigen deutschen Bevölkerungsgruppe.

## Gesellschaftliche Einteilung
Der Westdeutsche Rundfunk Köln (WDR) ist seit seiner Gründung durch Spaltung des 
Nordwestdeutschen Rundfunks, als öffentlich-rechtliche Rundfunkanstalt ausschließlich für Nordrhein-Westfalen zuständig, in den weiteren westdeutschen Ländern senden andere Rundfunkanstalten: Der Südwestrundfunk (SWR) in Baden-Württemberg und Rheinland-Pfalz, der Hessische Rundfunk (HR) und der Saarländische Rundfunk (SR).
Auch im Sport, insbesondere im Fußball, galt größtenteils diese Einteilung. So wurden nach der Einführung der mehrgleisigen Regionalliga als untere Klasse unter der neu gegründeten Fußball-Bundesliga 1963 ausschließlich Vereine aus Nordrhein-Westfalen der Regionalliga West zugeordnet. Die rheinland-pfälzischen und saarländischen Vereine spielten in der Regionalliga Südwest. Die Vereine Hessens wurden der Regionalliga Süd zugeteilt.